# ウラジーミル・キリロヴィチ・ロマノフ
ウラジーミル・キリロヴィチ・ロマノフ（ロシア語: Влади́мир Кири́ллович Рома́нов, 1917年8月30日［ユリウス暦8月17日］ - 1992年4月21日）は、ロシアの帝位請求者。ロシア帝室家長（1938年 - 1992年）。

## 生涯
ロシア皇族のキリル・ウラジーミロヴィチ大公とその妃のザクセン＝コーブルク＝ゴータ公女ヴィクトリヤ・フョードロヴナ（イギリス女王ヴィクトリアの孫娘）の間の一人息子として、フィンランド大公国のポルヴォーに生まれた。両親はともに皇帝アレクサンドル2世の孫で従兄妹同士であった。
ウラジーミルの出生時、ロシア革命の勃発によってロシア帝国は既に崩壊しており、ウラジーミルはキリル大公一家の避難先で生まれた。ウラジーミルはロシア帝室の家内法に則り、「ロシア公」の儀礼称号で呼ばれた。ウラジーミルと家族は1920年にフィンランドを出国し、ドイツのコーブルクに移った。1922年に父キリルは「ロシア帝位の保護者」の称号を名乗り、2年後の1924年にロシア皇帝を称した。父が皇帝号を名乗ったのに伴って、ウラジーミルはロシア大公の称号と「Его Императорское Высочество」の敬称を用いるようになった。1930年、大公一家はフランスのサン＝ブリアック＝シュル＝メールに移住し、この地に「亡命宮廷」を置いた。
1930年代、ウラジーミルはしばらくイギリスに留学してロンドン大学で学び、リンカンシャーのブラックストーン農業器機工場で働いた。その後はフランスに戻り、ブルターニュに土地を買って農場主として暮らし始めた。
1938年10月の父の死と同時に、ウラジーミルはロシア帝室家長の地位を継いだ。同年、カルパト・ウクライナの摂政になるよう依頼されたが、ロシアの帝政復辟に結びつかないと考えたウラジーミルはこの申し出を辞退した。

### 第二次世界大戦
第二次世界大戦中の1942年、ウラジーミルはフランスを占領したナチス・ドイツから、亡命ロシア人にドイツに協力してソ連と戦うことを呼びかけるよう依頼されたが、これを拒んだ。ナチスは報復としてウラジーミルとその側近たちをコンピエーニュの強制収容所に投獄した。
1944年、海岸から連合国軍が上陸してウラジーミルとその家族を救出するのを恐れたドイツ軍は、一家を内陸に移した。ドイツ軍は一家をまずパリに、次いでヴィッテルに連行した。ヴィッテルに連合軍が迫ると、大公一家はドイツに移された。ウラジーミルは1945年まで、長姉マリヤ・キリロヴナの夫であるライニンゲン侯カールと一緒に、バイエルンのアモールバッハにある城に軟禁された。ドイツの敗戦後も、ウラジーミルは迫り来るソ連軍の追手を振り切って逃げなければならなかった。ウラジーミルはオーストリアに入り、リヒテンシュタインの国境地域まで逃げた。ウラジーミルは亡命ロシア人の対独協力者ボリス・ホルムストン＝スミスロフスキー将軍の軍勢とともに国境を越えようとしたが、リヒテンシュタインもスイスもウラジーミルに入国ビザを発給しようとしなかったため、アメリカ軍占領下のオーストリアに留まることを余儀なくされた。

### 結婚問題
戦後、ウラジーミルはマドリードで暮らすようになったが、ブルターニュの地所やパリにもしばしば滞在した。
1948年8月、ウラジーミルはローザンヌで亡命ロシア人貴族の公爵令嬢レオニーダ・バグラチオン＝ムフランスカヤと結婚した。ロマノフ家の家内法は、ロマノフ家の人間と王族出身の配偶者（単なる貴族であってはならない）との「身分相応な結婚」によって生まれた子供のみが帝位継承資格を有するとし、貴族以下の配偶者との結婚は貴賤結婚として、その結果生まれた子供に帝位継承権はないと定めていた。レオニーダの実家バグラチオン＝ムフランスキー家は旧グルジア王家であるバグラチオン家の分枝であったが、16世紀に王家から枝分かれして以来、ロシア貴族に成り下がっていた。そしてウラジーミルとレオニーダの結婚が身分相応か否かを巡って、揉め事が起きることになった。この結論如何によって、ウラジーミルの持つロシア帝室家長およびロシア帝位請求権者の地位が、一人娘のマリヤに渡るか、それともロシア帝室内の別の縁者に渡るかが大きく左右されるためである。ウラジーミルと娘のマリヤは当然ながらこの結婚を身分相応であったと見なしている。その根拠となったのは、1783年にロシアとグルジアが結んだゲオルギエフスクの和約で、この条約内でロシア政府はグルジアを保護国とする代わりに、バグラチオン家の王族としての身分を保障していたのである。そしてこの取り決めは1946年にロシア帝室家長であるウラジーミル自身によって「確認」されていた。
1969年、旧ロシア帝室の3つの分家の当主であるフセヴォロド・イオアノヴィチ公（コンスタンチン分家）、ロマン・ペトロヴィチ公（ニコライ分家）、アンドレイ・アレクサンドロヴィチ公（ミハイル分家）はウラジーミルに手紙を送り、「ウラジーミルの結婚は貴賤結婚であるため、妻のレオニーダがロシア帝室の他の公たちの妻より格上とは認められない」と通告した。その年の12月23日、ウラジーミルは自分が死んだ後に娘のマリヤが「ロシア帝位の保護者」になるという宣言を出したことで、ロシア帝室のその他の人々と本格的に揉めることになった。この宣言は男子のいないウラジーミルが自分の直系子孫にロシア帝位請求者の地位を受け継がせることを狙って出したものと見なされ、分家の当主たちはウラジーミルの宣言を「家内法に抵触している」と非難した。
1991年11月、ウラジーミルはサンクトペテルブルク市長アナトリー・サプチャークの招待を受け、生まれて初めて「祖国」ロシアを訪れた。その際、帝位をもとめていないと語りつつ、帝位を否定もしなかったとされる。

### 死去
1992年4月21日、ウラジーミルはアメリカ合衆国のフロリダ州マイアミで、ヒスパニック系の銀行家や投資家を招いて講演していた最中に心臓発作を起こして急死した。遺体はロシアに送られて非常に絢爛豪華な葬儀が営まれ、サンクトペテルブルクのペトロパヴロフスク要塞に葬られた。革命以来、ロシア帝室の人間がこれほど丁重な扱いを受けたのは初めてのことだった。しかし報道関係者はこの盛大な葬儀については慎重に報じる姿勢を採り、この葬儀は「君主制復帰への第一歩というよりは、サンクトペテルブルク市およびロシア当局のロマノフ家に対する義理と言える」としている。また政府の広報担当者は「『われわれの贖罪』の一端だ」と述べた。従来の家内法解釈に従えば、ウラジーミルはロシア皇帝の孫でなく曾孫に過ぎなかったにもかかわらず「ロシア大公」を名乗っていたため、墓石に名前と称号をどう刻むかで問題が起きた。
ウラジーミルの死後、ロシア帝室家内法に（自身が独断で）加えた新たな解釈に基づき、一人娘のマリヤがロシア帝室家長の座を引き継いだ。しかしウラジーミルの死を受けて、ロシア帝室のニコライ分家に属するニコライ・ロマノヴィチ・ロマノフ（ロマン・ペトロヴィチ公の長男）もロシア帝室家長を名乗ったため、マリヤとニコライの二者が帝位請求者として並立することになった。
ウラジーミルは、1773年以来ロシア帝室家長が兼ねていたホルシュタイン＝ゴットルプ公の称号も有していた。ホルシュタイン＝ゴットルプ公位にはサリカ法典に基づく相続規定が存在するため、誰が相続するか議論が起こった。一般的には、この称号はウラジーミルの又従弟にあたるポール・イリンスキー（パーヴェル・ドミトリエヴィチ・ロマノフ＝イリンスキー公爵）が相続したと見なされた 。ウラジーミルはホルシュタイン＝ゴットルプ公の称号を実際に用いていた最後の人物であった。